# Syllides reishi
Syllides reishi är en ringmaskart som beskrevs av Dorsey 1978. Syllides reishi ingår i släktet Syllides och familjen Syllidae. Inga underarter finns listade i Catalogue of Life.